# Trận Cold Harbor
Trận Cold Harbor xảy ra từ ngày 31 tháng 5 đến ngày 12 tháng 6 năm 1864 (với diễn biến chính diễn ra trong ngày 3 tháng 6) thời Nội chiến Hoa Kỳ. Đây là một trong những trận cuối cùng trong chiến dịch Overland của trung tướng miền Bắc Ulysses S. Grant, và nổi tiếng vì được ghi nhận là một trận chiến đẫm máu và "một chiều" bậc nhất của lịch sử Hoa Kỳ. Hàng ngàn binh lính miền Bắc đã bị chết hoặc bị thương khi dàn hàng tấn công trực diện trong vô vọng và bị quân miền Nam dưới quyền đại tướng Robert E. Lee nằm sau các vị trí phòng thủ kiên cố bắn gục hết lớp này đến lớp khác. Trước trận thảm bại này, Bộ Tham mưu của các tướng Grant và George G. Meade chưa hề có chuẩn bị chu đáo gì cho cuộc giao chiến. Song, trận đánh Cold Harbor là chiến thắng cuối cùng của Lee.
Ngày 31 tháng 5, trong khi đội quân của Grant đang một lần nữa bọc đánh sườn phải của Lee, thì kỵ binh miền Bắc đã chiếm giữ đầu mối giao thông Old Cold Harbor, cách thủ đô Richmond của miền Nam 10 dặm về phía đông bắc, và cố thủ tại đây cho đến khi bộ binh đến. Cả Grant và Lee, đều có quân đội đã bị tổn thất nặng nề trong chiến dịch Overland, đã cùng nhận được tiếp viện. Tối ngày 1 tháng 6, các quân đoàn VI và XVIII của miền Bắc đã tới nơi liền mở cuộc tấn công vào các công sự của miền Nam tại phía tây giao lộ và thu được một số thành công.
Ngày 2 tháng 6, các lực lượng còn lại của hai bên đều tới nơi và quân miền Nam đã xây dựng một loạt các công sự phức tạp kéo dài đến 7 dặm. Sáng sớm ngày 3 tháng 7, 3 quân đoàn miền Bắc tấn công các công sự ở đầu phía nam phòng tuyến này và bị đẩy lui dễ dàng với thương vong nặng nề. Các nỗ lực nhằm tấn công đoạn cuối phía bắc phòng tuyến hay tiếp tục công kích ở phía nam cũng đều thất bại. Đáng nhớ nhất là 7 nghìn quân miền Bắc đã bị tiêu vong chỉ trong vòng 30 phút, họ thua tan tác mà không thể nào triệt binh được.
Đối với Trung tướng Grant, trận thua tại Cold Harbor là một thảm kịch. Trong hồi ký của ông, ông viết "Tôi luôn hối hận đã mở cuộc tấn công sau cùng tại Cold Harbor.... Quân ta hoàn toàn không đạt được lợi ích gì đề bù lại cho tổn thất quá nặng nề".  Thất bại tại trận Cold Harbor nói riêng và tổn thất nặng nề của quân đội miền Bắc trong Chiến dịch Overland nói chung đã khiến cho chí khí của người miền Bắc bị suy sụp. Ngoài ra, trận đánh đẫm máu này cũng góp phần khiến người đời gọi Grant là "gã đồ tể". Hai đội quân tiếp tục đứng đối diện nhau tại các phòng tuyến này cho đến đêm 12 tháng 6, khi Grant tiếp tục chiến dịch của ông bằng việc thúc sườn trái quân đội mình tiến đến sông James. Dẫu sao đi chăng nữa, tuy chịu tổn thất to lớn trong trận thua ở Cold Harbor cùng với các trận đánh đẫm máu khác của Chiến dịch Overland, người miền Bắc đã gây cho người miền Nam những tổn hại mà họ không thể nào khôi phục được.